# Prionopinae
Sous-famille
Les Prionopinae sont une sous-famille de la famille de passereaux des Vangidae. Avant 2018, le congrès ornithologique international la considérait comme une famille monotypique sous le nom de Prionopidae.